# Eugène Poubelle

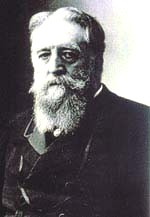
Eugène Poubelle

Eugène-René Poubelle (Caen, 15 april 1831 – Parijs, 15 juli 1907) was een Frans jurist, bestuurder en diplomaat, afkomstig uit een burgerlijke familie te Caen.

## Leven en werk
Hij was een uitstekend student in de Rechten en behaalde zijn doctoraat. Hij werd gelast met lesopdrachten aan de universiteiten van Caen, Grenoble en Toulouse. Adolphe Thiers, die het meest bekend blijft als de 2e president van de Franse Republiek, benoemde
Poubelle tot prefect van Charente in april 1871. Poubelle begint aansluitend een loopbaan als prefect, opeenvolgend te Isère, Corsica, Doubs, Bouches-du-Rhône en ten slotte te Parijs, van 1883 tot 1896.
De prefect van Parijs, genaamd de ‘Préfet de la Seine’, had zeer veel invloed in die tijd omdat het ambt van burgemeester weinig betekenis had. De prefect was belast met de dagelijkse administratie. De verordening van Poubelle van 7 maart 1884 verplichtte de eigenaars van gebouwen om bakken voor gemeen gebruik ter beschikking van hun huurders te stellen. Deze bakken dienden van een deksel te zijn voorzien en dienden voldoende ruim te zijn om het huishoudelijk afval te bevatten. De inhoud van deze bakken werd bepaald op 40 tot 120 liter. De verordening verplichtte de sortering van afval in bakken. Drie stuks waren verplicht: een voor bederfelijk afval, een voor papier en vodden en een laatste voor glas, aardewerk en oesterschelpen. Dit voorschrift verbeterde verregaand de zindelijkheid voor de huishoudens van de hoofdstad. Het hoge aantal inwoners - bijna twee miljoen - en de talrijke mede-eigendommen maakten regelmatige huisvuilophaling onontbeerlijk. De Parijzenaars maakten er een gewoonte van, om de vuilnisbakken te duiden met de naam van de prefect. Het nieuwe reglement werd slechts gedeeltelijk gerespecteerd. Het werd op vijandigheid onthaald door de bevolking van Parijs. De huiseigenaars zagen een bedreiging voor hun broodwinning in een aanwas van nieuwe lasten, van huisbewaarders, van bijkomende taken en voddenrapers. De versleten bakken werden niet vervangen en oude gebruiken hielden plaatselijk stand. De essentie van de beslissingen van de prefect heeft het gehaald. Vuilnis werd een besloten zaak en het voorbeeld van Parijs werd gevolgd door de andere steden. Het heeft evenwel tot het einde van de Tweede Wereldoorlog geduurd voor vuilnisbakken een algemeen gebruik werden. De ophaling van vuilnis wordt sedertdien op regelmatige basis georganiseerd door de gemeenten.
De definitie ‘poubelle’ werd in 1890 opgenomen in het supplement van de ‘Grand Dictionnaire universel du XIXe siècle’.
Eugène Poubelle stond tevens aan de basis van het ‘alles-in-de-goot’-beginsel, dat voortkwam uit de uitbraak van cholera in 1892. Dit won hem de gunst van het publiek, zodat hij in 1894 een verordening kon doen uitvaardigen die aan de huiseigenaars de verplichting oplegde om hun gebouwen op het rioolnet aan te sluiten en om de kosten te dragen voor de verwerking van het afvalwater.
In 1896 werd hij benoemd tot ambassadeur bij de Vaticaan. Hij werd Romeins graaf in 1898.
Hij werd Algemeen Raadgever (‘Conseiller Géneral) van het kanton Saissac in het departement Aude, in de regio Languedoc-Roussillon, en een fervent verdediger van de wijnen uit het Zuiden van Frankrijk. Hij werd begraven op het kerkhof Herminis nabij Carcassonne. In die stad prijkt zijn buste op het plein van het Museum voor Schone Kunsten. Een Parijse straat draagt zijn naam. Ze is te vinden in het 16e arrondissement en heeft slechts één huisnummer: nummer 2.